# Chrysotachina panamensis
Chrysotachina panamensis är en tvåvingeart som beskrevs av Charles Howard Curran 1939. Chrysotachina panamensis ingår i släktet Chrysotachina och familjen parasitflugor.
Artens utbredningsområde är Panama. Inga underarter finns listade i Catalogue of Life.